# フェルナンド・ゴリアラン
フェルナンド・ゴリアラン・フォンタス（Fernando Gorriarán Fontes, 1994年11月27日 - ）は、ウルグアイ・モンテビデオ県モンテビデオ出身のサッカー選手。リーガMX・UANLティグレス所属。ポジションはMF。

## クラブ経歴
2014年にリーベル・プレートのトップチームに昇格し、2月3日のCAペニャロール戦でプロデビュー。以降先発に定着し、2015年3月13日のナシオナル・モンテビデオ戦でプロ初ゴールを記録。2017年シーズンは途中まで4ゴールを決めた。
2017年6月11日、フェレンツヴァーロシュTCと4年契約を締結。2年間プレーした。
2019年6月19日、サントス・ラグナと契約。加入2年目の2020-21シーズンは、自己最多のシーズン7ゴールを決めた。
2022年12月、UANLティグレスに移籍した。

## 代表経歴
2021年6月に2022 FIFAワールドカップ・南米予選に向けたウルグアイ代表に初招集。続くコパ・アメリカ2021の代表にも招集され、グループリーグ第2戦のベネズエラ戦で代表デビューを果たした。